# Android Cupcake
Android Cupcake — версія мобільної операційної системи Android, розроблена компанією Google, яка є наступником Android 1.1. Вона була випущена 27 квітня 2009 році, а 15 вересня 2009 року вийшла Android Donut, що є наступником Android Cupcake.
Цей випуск включає нові функції для користувачів та розробників, а також зміни в API фреймворка Android. Для розробників платформа Android 1.5 доступна у якості компонента, що завантажується для Android SDK.
Android 1.5 включав нові функції, такі як віртуальна клавіатура та підтримка Bluetooth, а також удосконалення існуючих функцій, таких як зміни користувацького інтерфейсу для керування додатками і кілька додатків Google.
Станом на сьогоднішній день підтримка Android Cupcake припинена з 30 червня 2017 року .

## Особливості[1]
- Можливість встановлення сторонніх клавіатур.
- Нова програмна клавіатура з функцією автозаповнення та можливістю роботи при різних орієнтаціях екрана.
- Підтримка віджетів та папок на робочому столі.
- Запис і відтворення відео у форматах MPEG-4 та 3GP.
- Підтримка Bluetooth-профілю A2DP та AVRCP.
- Можливість автоматичного підключатися до Bluetooth гарнітури, що перебуває на доступній відстані.
- Оновлення WebKit та Squirrelfish Javascript Engine.
- Можливість публікації фотографій (Picasa) та відео (YouTube) в інтернет.
- Доданий пошук по вебсторінці та можливість роботи з текстом.
- Візуальні зміни в браузері.
- Зміни списку контактів та історії дзвінків.
- Додані інструменти для обслуговування і автоматичного визначення файлової системи карти пам'яті.
- Анімація при перемиканні між вікнами.